# Shannon Smith
Shannon Smith (* 28. September 1961 in Vancouver, British Columbia) ist eine ehemalige kanadische Schwimmerin. Sie gewann bei Olympischen Spielen eine Bronzemedaille.

## Karriere
Shannon Smith begann im Alter von elf Jahren mit dem Schwimmsport. Bei den Schwimmweltmeisterschaften 1975 in Cali trat sie in zwei Disziplinen an. Sie wurde Achte über 400 Meter Freistil und Siebte über 800 Meter Freistil.
Im Jahr darauf bei den Olympischen Spielen 1976 in Montreal erreichte Shannon Smith das Finale über 400 Meter Freistil als Drittschnellste der Vorläufe. Im Endlauf siegte Petra Thümer aus der DDR vor Shirley Babashoff aus den Vereinigten Staaten. Vier Sekunden nach Babashoff schlug Shannon Smith als Dritte an mit 0,16 Sekunden Vorsprung auf die Neuseeländerin Rebecca Perrott. Shannon Smith erreichte auch das Finale über 800 Meter Freistil. Hier gewann ebenfalls Thümer vor Babashoff, dahinter erschwamm Wendy Weinberg aus den Vereinigten Staaten die Bronzemedaille. Fünfeinhalb Sekunden hinter Weinberg schlug Shannon Smith als Sechste an.
Shannon Smith beendete ihre Schwimmkarriere 1978 und wandte sich dem Radsport und dem Rudern zu, ohne an ihre Erfolge als Schwimmerin anknüpfen zu können.